# Oulitino
Oulitino (Улитино) est un village dans le nord de la Russie appartenant au raïon de Plessetsk de l'oblast d'Arkhangelsk à 57 kilomètres au nord-ouest de la ville de Plessetsk. C'est le centre administratif de la commune rurale de Yarnema.

## Géographie
Le village est situé au bord de l'Onega.

## Histoire
Une entreprise de transformation du bois est fondée en 1947 et le village se construit autour en 1947-1948 par des Allemands. Les nouveaux habitants ont été envoyés en barques par l'Onega sur le chantier de construction.

## Population
D'après le recensement fédéral de 2010, le village comptait 493 habitants, en constante diminution.

## Infrastructures
- École
- Centre d'accouchement